# Formations de défense prolétarienne
Les formations de défense prolétarienne sont des formations combattantes italiennes d'opposition au fascisme nées spontanément entre 1920 et 1922, puis organisées militairement en front uni.

## L'opposition auxsquadristi
Le parcours qui mène, en 1921 à la rupture de l'association des Arditi d'Italie avec la création des Arditi del Popolo date de l'assaut des squadristi et des Arditi de la chambre de travail de Milan. Les Arditi del Popolo est une organisation antifasciste du front uni à forte composante communiste et anarchiste. Les formations de défense prolétarienne comme les Gardes Rouges participent au cours de la biennale rouge (biennio rosso) à l'occupation des usines de Turin.
Les différentes formations antifascistes destinées à s'opposer aux squadrismo sont nées spontanément mais restent liées aux positions politiques de leurs partis. Ils s'appuient sur des hommes qui, forts d'une expérience obtenue pendant la Première Guerre mondiale (ils savaient manier les armes), se montrèrent parfois naïfs dans l'art militaire. La défaite des Gardes Rouges à Turin en est une illustration. C'est pour cette raison que de telles formations grossirent les rangs des Arditi del Popolo, attirées par des chefs militaires efficaces provenant des Arditi parmi lesquels Argo Secondari, Vincenzo Baldazzi, Alberto Acquacalda, ou des rangs des officiers de l'armée ou qui avaient participé à l'entreprise de Fiume comme Antonio Cieri, Guido Picelli, Gaetano Perillo, Alceste De Ambris, Emilio Lussu, tous valeureux anciens combattants de la Première Guerre mondiale, souvent plusieurs fois décorés.

## LesArditi del Popolo
L'entrée en scène des Arditi del Popolo provoque un changement de tactique militaire avec l'utilisation de l'attaque préventive : quand un coup de main squadristo se savait en préparation, il était prévu un encadrement militaire des hommes ou l'utilisation de bataillons selon des techniques militaires.
La tactique conciliante du Parti socialiste italien et du Parti républicain italien, qui les désavouent ; le sectarisme de la majorité du groupe dirigeant du Parti communiste d'Italie (Antonio Gramsci proposa cependant leur soutien, contrevenant aux consignes de l'Internationale communiste) ; ainsi que les persécutions mises en œuvre par Ivanoe Bonomi entravèrent le développement de la nouvelle structure militaire antifasciste, sans oublier le faible appui de la base non combattante adhérente aux partis en raison de positions stratégiques confuses prises par ses dirigeants.
Les militants continuent pourtant à adhérer à l'organisation militaire antifasciste. Beaucoup d'historiens affirment que les formations de défense prolétarienne, une fois organisées comme les Arditi del Popolo, auraient pu arrêter le fascisme sur son propre terrain, celui des affrontements armés, comme l'évoque Tom Behan).

## Groupes et zones d'opérations

### Formations de défense prolétarienne avant juillet1921
- Abbasso la legge (À bas la loi) : anarchistes (Carrare)
- Gruppi Arditi Rossi (groupe arditi rouges), ou simplement Arditi Rossi : socialistes, puis communistes (Vénétie julienne) de Vittorio Ambrosini, capitaine des Arditi, il crée avec Giuseppe Bottai, Mario Carli, et d'autres l'"Associazione fra gli Arditi d'Italia" (l'association entre les Arditi del Popolo) et il suit Argo Secondari dans la scission qui donne naissance aux Arditi del Popolo. Mario Carli et Giuseppe Bottai changent d'orientation et le second devient même ministre du régime fasciste.
- Gruppi rivoluzionari di azione (groupe révolutionnaire d'action): anarchistes et socialistes (Turin et des centres industriels voisins)
- Guardie Rosse (gardes rouges)[4] : socialistes, puis communistes (Empoli, Turin, Alexandrie[5] et des centres industriels voisins). Une forte formation de Gardes Rouges agit aussi à Empoli et à Imola en collaboration avec les formations antifascistes anarchistes[6],[7].
- Squadre di azione antifascista (équipe d'action antifasciste) : anarchistes et communistes (Livourne)
- Centurie proletaria : communistes et socialistes (Turin)
- Figli di nessuno (fils de personne) : anarchistes (Gênes, Verceil, Novare)
- Lupi Rossi (loups rouges) : socialistes (Gênes)

Personnages importants pour l'histoire de l'antifascisme : le génois Gaetano Perillo et le vercellese Francesco Leone, qui successivement seront les fondateurs du front uni Arditi del Popolo des zones de Gênes, Verceil, Novare.

### Formations de défense prolétarienne de l'été1921à l'automne1922
- Arditi del Popolo:fronte unito (nazionale)
- Legione Arditi Proletari Filippo Corridoni (Legione Proletaria Filippo Corridoni) : républicains, socialistes révolutionnaires, syndicalistes révolutionnaires (Parme)
- Arditi Ferrovieri (arditi cheminots): Arditi del Popolo (Milan et environs)
- Centurie proletarie (centuries prolétaires) : Arditi del Popolo (bas Frioul)
- Ciclisti Rossi (cyclistes rouges): socialistes, communistes, anarchistes, Arditi del Popolo (Crémone et province, Vénétie julienne)
- Corpo di Difesa Operaia (corps de défense ouvrière) : Arditi del Popolo (Turin et centres industriels voisins)
- Guardie Rosse Volanti (gardes rouges volants) : Arditi del Popolo: communistes et socialistes (Crema et environs)
- Squadre Comuniste d'Azione (équipes communistes d'action) : communistes (Italie nord-occidentale)
- Squadre Difesa Proletaria (équipes défense prolétarienne): anarchistes et communistes (Fermo)
- Squadre Azione Repubblicana (équipes action républicaine) : républicains (Romagne, Marches, Bari, mené par Giuseppe Di Vittorio et le Latium, particulièrement Rome, zones d'intenses activités ; La présence des organisations est importante après la scission entre les Arditi qui eut lieu dans la capitale qui avait une forte tradition insurrectionnelle.

L'Émilie-Romagne et les Marches eurent des formations de défense prolétarienne très actives en raison d'une forte tradition insurrectionnelle et anarchiste (Semaine rouge et Révolte des bersagliers).
Il faut souligner la tradition antifasciste de Livourne avec le lieutenant de la Première Guerre mondiale Quagliarini et ses Arditi del Popolo, toujours présent dans la mémoire de la cité toscane :

« ...tournez, tournez dans les rues de Livourne, mais dans les quartiers vous ne pouvez aller parce qu'il y a les Arditi qui sont autour de vous et les Ardenzini veulent se venger... »

— strophe de la chanson du front uni Arditi del Popolo de Livourne

## Note
1. ↑  Font:  Antoniogramsci.com.
2. ↑  point 5 du pacte de repacification accepté par les fascistes et jamais appliqué mais utilisé pour briser la gauche
3. ↑  Fonte: Comunebologna.it et * Tom Behan, The resistible rise of Benito Mussolini.
4. ↑  Anpi
5. ↑  Storia XXI secolo: Prima Guerra Mondiale, il biennio "rosso"
6. ↑  Gardes rouges Imola
7. ↑  voir Quarantini Francesco
8. ↑  Fonte: Storia900bivc.it.
9. ↑  Font: Giornale.regione.marche.it et  Fiamme Cremisi.
10. ↑  Bollettino 21 stampa.qxd

## Personnages
- Filippo Corridoni
- Alceste De Ambris
- Spartaco Lavagnini
- Gaetano Perillo
- Armando Vezzelli
- Ercole Miani
- Guido Picelli
- Errico Malatesta

## Sources
- (it) Cet article est partiellement ou en totalité issu de l’article de Wikipédia en italien intitulé « Formazioni di difesa proletaria » (voir la liste des auteurs).